# Power (Montana)
Power statisztikai település az USA Montana államában, Teton megyében. Lakosainak száma 177 fő (2020. április 1.).

## Népesség
A település népességének változása:
| Lakosok száma | 171  | 179  | 177  |
|               | 2000 | 2010 | 2020 |